# Rašt
Rašt (persky رشت; gílánsky Rešt) je hlavní město provincie Gílán na severu Íránu, vzdálené asi 30 km od pobřeží Kaspického moře. Má kolem 640.000 obyvatel a je důležitým obchodním centrem.

## Přírodní podmínky
Průměrná teplota v Raštu je 20,9 °C a jen zřídkakdy spadne pod bod mrazu. Klima je příjemné, silně ovlivněné blízkostí moře.

## Historie
Historie Raštu je bohatá na politické zvraty; vystřídali se zde Sásánovci, Arabové, Mongolové, Safíovci, Kádžárovci, Rusové i Angličané. První zmínka o městě je z roku 682, přesto se předpokládá, že je mnohem starší. Ve středověku je jeho historie v podstatě totožná s historií Gílánu.
Na konci 17. století obsadil Rašt Stěnka Razin a se svými jednotkami ho vydrancoval; asi o 50 let později, mezi lety 1722 a 1734 ho držela armáda Petra Velikého. Po roce 1917 zde probíhaly boje mezi ruskými bolševiky a Brity, krátce vznikla i Perská sovětská republika se sídlem ve městě. V roce 1920 došlo v Raštu k velkému požáru, roku 1977 byla otevřena místní univerzita.

## Významní rodáci
- Marjane Satrapiová, íránská kreslířka

## Partnerská města
- Astrachaň, Rusko